# Ikamiut
Ikamiut es un asentamiento que se encuentra situado en el municipio de Qasigiannguit, en Groenlandia. La población a enero de 2005 era de 88 habitantes. La ubicación aproximada es 68°38'Norte 51°50'Oeste.